# Fernando Rodney
Fernando Rodney (Samaná, 18 marzo 1977) è un giocatore di baseball dominicano naturalizzato statunitense, lanciatore per i Toros de Tijuana della Liga Mexicana de Béisbol.
Il 25 giugno 2018 ha ottenuto la cittadinanza statunitense.

## Carriera

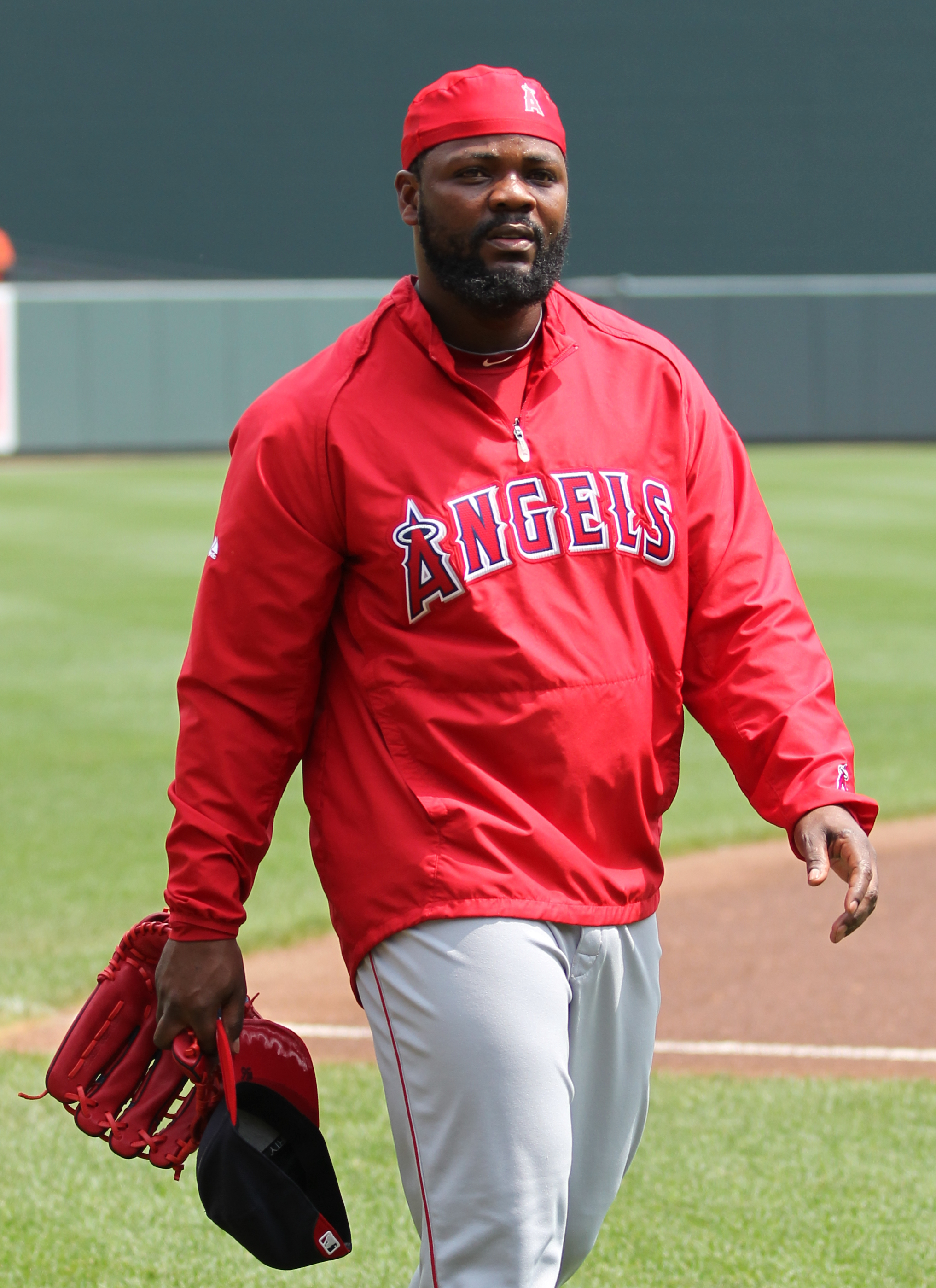
Rodney con gli Angels nel 2011

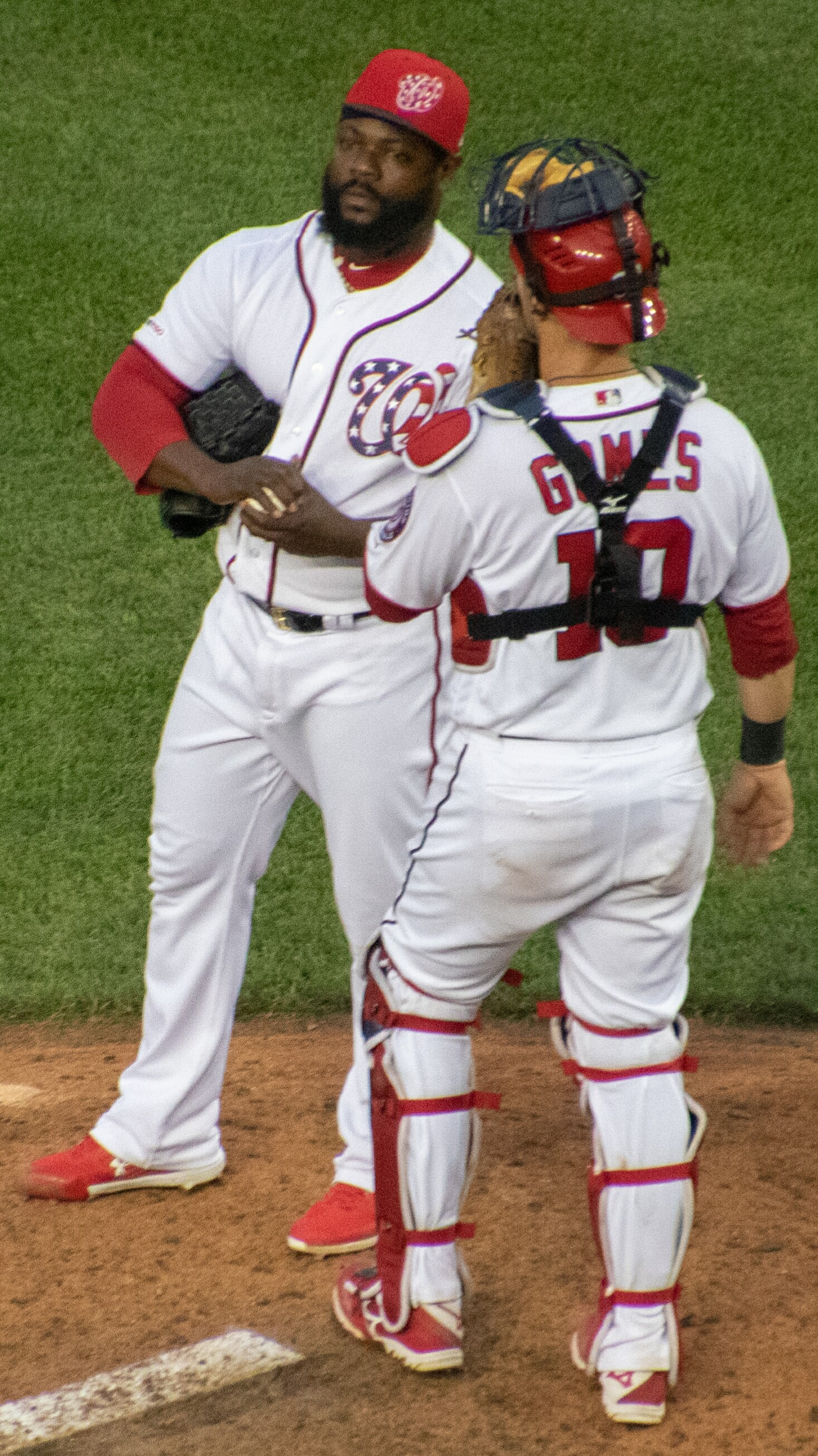
Rodney (sinistra) con i Nationals nel 2019

### Inizi e Minor League (MiLB)
Rodney frequentò il liceo Sol Ana Nolan di San Pedro de Macorís nella Repubblica Dominicana. Firmò come free agent nel 1997 con i Detroit Tigers. Iniziò a giocare nella stagione 1999 nella classe Rookie e nella A-avanzata. Nel 2000 giocò nella classe A. Nel 2001 giocò prevalentemente nella A-avanzata, giocando le prime partite nella Doppia-A.

### Major League (MLB)
Debuttò nella MLB il 4 maggio 2002, al Hubert H. Humphrey Metrodome di Minneapolis contro i Minnesota Twins. Concluse la stagione con 20 presenze nella MLB e 41 nella Minor League (21 nella Doppia-A e 20 nella Tripla-A.)
Al termine della stagione 2003 si sottopose alla Tommy John surgery, per questo motivo saltò l'intera stagione 2004 e alcune partite della stagione 2005.
Free agent dal 5 novembre 2009, Il 24 dicembre Rodney firmò un contratto biennale di 11 milioni di dollari con i Los Angeles Angels of Anaheim. Il 30 ottobre 2011 divenne nuovamente free agent.
Rodney firmò, il 4 gennaio 2012, un contratto annuale di 1.75 milioni con i Tampa Bay Rays.
Il 6 febbraio 2014, Rodney firmò un contratto biennale di 14 milioni con i Seattle Mariners. Il 27 agosto 2015 fu ceduto ai Chicago Cubs in cambio di denaro.
Il 4 febbraio 2016, Rodney firmò un contratto valido un anno di 2 milioni con i San Diego Padres. Il 30 giugno i Padres lo scambiarono con i Miami Marlins per Chris Paddack.
Il 9 dicembre 2016, Rodney firmò un contratto del valore di 2.75 milioni valido un anno con gli Arizona Diamondbacks.
Il 15 dicembre 2017, Rodney firmò un contratto annuale di 4.5 milioni con i Minnesota Twins. Il contratto includeva incentivi che avrebbero potuto aumentare l'importo fino a 6 milioni, oltre a un'opzione della squadra per la stagione 2019. Tuttavia il 9 agosto, i Twins lo scambiarono con gli Oakland Athletics in cambio del giocatore di minor league Dakota Chalmers. Venne designato per la riassegnazione il 25 maggio e svincolato tre giorni dopo, il 28 maggio.
Il 1º giugno 2019, Rodney firmò un contratto di minor league con i Washington Nationals. A fine anno conquistò le World Series, battendo gli Houston Astros per quattro gare a tre. Divenne free agent al termine della stagione.
Non avendo trovato una squadra disponibile a ingaggiarlo per la stagione in arrivo, il 18 luglio 2020, Rodney firmò con i Sugar Land Skeeters della Atlantic League of Professional Baseball, una lega indipendente. Tuttavia il 31 luglio, Rodney sottoscrisse un contratto di minor league con gli Houston Astros. Venne svincolato dalla franchigia il 2 settembre dello stesso anno, senza aver disputato alcuna partita.

### Liga Mexicana de Béisbol (LMB)
Il 1º marzo 2021, Rodney firmò un contratto con i Toros de Tijuana della Liga Mexicana de Béisbol.

## Nazionale
Rodney è stato convocato dalla Nazionale Dominicana per il World Baseball Classic 2006, 2013 e 2017.

## Palmarès

### Nazionale
- World Baseball Classic:  Medaglia d'Oro

Team Rep. Dominicana: 2013

### Club
- World Series: 1

Washington Nationals: 2019

### Individuale
- MLB All-Star: 3

2012, 2014, 2016
- Rilievo dell'anno dell'AL: 1

2012
- Comeback Player of the Year: 1

2012
- Capoclassifica dell'American League in salvezze: 1

2014